# Ligue nationale de football gaélique 2014
Navigation
2013 2015
La Ligue nationale de football gaélique 2014 ou 2014 National Football League (NFL), aussi appelée Allianz Football League pour des raisons de sponsoring, est la 89e édition de cette compétition.
Elle débutera le 1er février 2014 pour s'achever par la finale le 26 avril 2014. 32 équipes participent à cette compétition, elles sont réparties en quatre divisions de huit équipes chacune.
L'actuel champion est Dublin,,,.

## Format de la compétition
Les 32 comtés de la GAA (moins Kilkenny et New York) sont répartis en quatre divisions de huit équipes chacune. Chaque équipe affronte une fois les sept autres équipes de la division. 2 points sont accordés pour une victoire, 1 pour un match nul et 0 pour une défaite. Les équipes finissant aux deux premières places des divisions 2, 3 et 4 sont promues en division supérieure, et dispute la finale de leur division respective. Les équipes finissant aux deux dernières places des divisions 1, 2 et 3 sont reléguées. Les équipes finissant aux quatre premières places de la Division 1 disputent les demi-finales et la finale sur un match sec, le vainqueur de la finale remporte la Ligue nationale de football gaélique.

## Hiérarchie des divisions

### Division 1
| équipes   | J | V | N | D | P      | C      | Diff | Pts |
| --------- | - | - | - | - | ------ | ------ | ---- | --- |
| Cork      | 7 | 5 | 1 | 1 | 9–115  | 9–97   | +18  | 11  |
| Derry     | 7 | 4 | 1 | 2 | 11–101 | 9–90   | +18  | 9   |
| Mayo      | 7 | 4 | 1 | 2 | 14–107 | 14–91  | +16  | 9   |
| Dublin    | 7 | 4 | 1 | 2 | 9–99   | 8–91   | +8   | 9   |
| Tyrone    | 7 | 3 | 2 | 2 | 10–110 | 11–103 | +4   | 8   |
| Kerry     | 7 | 3 | 0 | 4 | 10–93  | 8–94   | +11  | 6   |
| Kildare   | 7 | 2 | 0 | 5 | 9–110  | 10–112 | -5   | 4   |
| Westmeath | 7 | 0 | 0 | 7 | 5–71   | 10–125 | -69  | 0   |

#### Les matchs
1re journée
- Derry 1-15 Tyrone 2-12
- Dublin 2-8 Kerry 1-10
- Cork 0-18 Westmeath 0-10
- Kildare 2-19 Mayo 2-18

2e journée
- Kerry 0-14 Derry 0-16
- Westmeath 1-7 Dublin 0-14
- Cork 0-16 Kildare 1-12
- Tyrone 2-15 Mayo 0-15

3e journée
- Dublin 0-18 Cork 1-17
- Kildare 1-21 Tyrone 3-16
- Mayo 2-15 Kerry 1-13
- Derry 3-16 Westmeath 0-12

4e journée
- Dublin 1-22 Kildare 1-12
- Westmeath 3-09  Mayo 2-17
- Cork 2-18 Derry 3-14
- Kerry 3-15 Tyrone 0-09

5e journée
- Tyrone 2-23 Westmeath 1-12
- Derry 1-16 Dublin 0-13
- Mayo 4-12 Cork 2-14
- Kildare 0-15 Kerry 2-15

6e journée
- Dublin 3-14 Mayo 2-17
- Westmeath 0-13 Kerry 2-15
- Cork 2-14 Tyrone 0-20
- Derry 2-17 Kildare 3-9

7e journée
- Kildare 1-22 Westmeath 0-08
- Tyrone 1-15 Dublin 3-10
- Kerry 1-11 Cork 2-18
- Mayo 2-12 Derry 1-07

Demi-finales Division 1
- Dublin 2-20 Cork 2-13
- Derry 2-15 Mayo 1-16

Finale Division 1 le 27 avril à Croke Park
- Derry - Dublin

### Division 2
| équipes  | J | V | N | D | P     | C     | Diff | Pts |
| -------- | - | - | - | - | ----- | ----- | ---- | --- |
| Donegal  | 7 | 5 | 1 | 1 | 9-97  | 7-67  | +36  | 11  |
| Monaghan | 7 | 5 | 1 | 1 | 3-107 | 3-78  | +29  | 11  |
| Meath    | 7 | 4 | 1 | 2 | 9-87  | 8-95  | –5   | 9   |
| Down     | 7 | 3 | 1 | 3 | 11-72 | 5-80  | +10  | 7   |
| Laois    | 7 | 3 | 0 | 4 | 7-89  | 6-100 | –8   | 6   |
| Galway   | 7 | 2 | 1 | 4 | 7-84  | 8-97  | –16  | 5   |
| Armagh   | 7 | 2 | 1 | 4 | 7-86  | 10-86 | –9   | 5   |
| Louth    | 7 | 0 | 2 | 5 | 6-76  | 12-95 | –37  | 2   |

#### Les matchs
1re journée
- Meath 3-18 Galway 4-11
- Louth 0-16 Armagh 1-13
- Laois 1-9 Donegal 2-19
- Down 1-11 Monaghan 0-14

2e journée
- Armagh 2-5 Down 2-7
- Louth 0-11 Laois 2-8
- Galway 0-12 Donegal 1-16
- Monaghan 0-20 Meath 0-8

3e journée
- Meath 2-10 Armagh 0-19
- Down 4-16 Louth 0-9
- Laois 1-20 Galway 0-8
- Donegal 2-11 Monaghan 0-10

4e journée
- Armagh 2-18 Laois 1-12
- Donegal 1-12 Meath 1-12
- Galway 1-12 Down 0-8
- Monaghan 2-14 Louth 0-12

5e journée
- Laois 1-10 Meath 0-15
- Armagh 0-10 Monaghan 1-17
- Down 1-9 Donegal 0-10
- Louth 2-9 Galway 0-15

6e journée
- Meath 1-14 Down 1-11
- Donegal 1-19 Louth 3-7
- Galway 2-14 Armagh 1-13
- Monaghan 0-19 Laois 0-14

7e journée
- Armagh 1-8 Donegal 2-10
- Laois 1-16 Down 2-10
- Monaghan 0-13 Galway 0-12
- Louth 1-12 Meath 2-10

Finale de Division 2 le 27 avril à Croke Park
- Donegal - Monaghan

### Division 3
| équipes   | J | V | N | D | P     | C      | Diff | Pts |
| --------- | - | - | - | - | ----- | ------ | ---- | --- |
| Cavan     | 7 | 7 | 0 | 0 | 4-89  | 1-67   | +31  | 14  |
| Roscommon | 7 | 6 | 0 | 1 | 9-106 | 8-66   | +43  | 12  |
| Fermanagh | 7 | 3 | 1 | 3 | 13-93 | 12-81  | +15  | 7   |
| Sligo     | 7 | 3 | 0 | 4 | 3-86  | 8-82   | –11  | 6   |
| Wexford   | 7 | 3 | 0 | 4 | 9-77  | 7-97   | –14  | 6   |
| Limerick  | 7 | 3 | 0 | 4 | 5-84  | 3-108  | –18  | 6   |
| Longford  | 7 | 2 | 0 | 5 | 6-79  | 7-84   | –8   | 4   |
| Offaly    | 7 | 0 | 1 | 6 | 7-71  | 10-100 | –35  | 1   |

#### Les matchs
1re journée
- Wexford 1-14 Offaly 0-12
- Sligo 0-15 Limerick 0-13
- Longford 0-10 Roscommon 0-13
- Cavan 1-12 Fermanagh 0-11

2e journée
- Fermanagh 2-13 Sligo 1-10
- Limerick 2-11 Longford 0-11
- Roscommon 1-16 Wexford 1-9
- Offaly 0-8 Cavan 1-11

3e journée
- Roscommon 1-21 Limerick 0-13
- Wexford 0-6 Cavan 0-13
- Longford 1-15 Fermanagh 2-11
- Sligo 0-18 Offaly 1-12

4e journée
- Limerick 1-14 Wexford 1-13
- Fermanagh 4-10 Roscommon 3-17
- Cavan 1-12 Sligo 0-10
- Offaly 1-10 Longford 1-15

5e journée
- Wexford 2-12 Sligo 1-12
- Longford 0-10 Cavan 1-9
- Limerick 1-6 Fermanagh 0-18
- Roscommon 3-19 Offaly 2-4

6e journée
- Cavan 0-14 Roscommon 1-8
- Offaly 1-12 Limerick 1-13
- Sligo 0-15 Longford 2-08
- Fermanagh 2-20 Wexford 3-8

7e journée
- Roscommon 0-12 Sligo 1-6
- Limerick 0-14 Cavan 0-18
- Fermanagh 3-10 Offaly 2-13
- Wexford 1-15 Longford 2-10

Finale de Division 3
le 26 avril à Croke Park
- Cavan - Roscommon

### Division 4
| équipes   | J | V | N | D | P      | C      | Diff | Pts |
| --------- | - | - | - | - | ------ | ------ | ---- | --- |
| Tipperary | 7 | 5 | 1 | 1 | 14-122 | 8-83   | +57  | 11  |
| Clare     | 7 | 5 | 1 | 1 | 10-93  | 9-58   | +38  | 11  |
| Wicklow   | 7 | 5 | 0 | 2 | 14-92  | 6-96   | +20  | 10  |
| Leitrim   | 7 | 4 | 1 | 2 | 6-86   | 9-72   | +5   | 9   |
| Waterford | 7 | 2 | 1 | 4 | 4-67   | 8-83   | –28  | 5   |
| Antrim    | 7 | 2 | 0 | 5 | 9-91   | 11-81  | +4   | 4   |
| Londres   | 7 | 1 | 1 | 5 | 9-57   | 11-89  | –38  | 3   |
| Carlow    | 7 | 1 | 1 | 5 | 8-74   | 12-120 | –58  | 3   |

#### Les matchs
2 février
- Wicklow 3-13 Londres 1-8
- Waterford 1-9 Clare 3-10
- Leitrim 1-11 Antrim 1-6
- Carlow 1-8 Tipperary 2-24

9 février
- Clare 0-11 Leitrim 1-8
- Tipperary 0-12 Waterford 1-9
- Antrim 1-13 Wicklow 3-9

23 février
- Londres 1-8 Clare 2-14

2 mars
- Antrim 1-17 Waterford 0-6
- Clare 2-13 Wicklow 1-8
- Londres 1-7 Tipperary 1-19
- Leitrim 1-17 Carlow 1-8

9 mars
- Waterford 0-9 Londres 2-10
- Carlow 3-15 Antrim 2-17
- Wicklow 0-11 Leitrim 1-17
- Tipperary 3-9 Clare 0-14

15 mars
- Waterford 1-13 Leitrim 0-11

16 mars
- Carlow 1-11 Wicklow 1-25
- Tipperary 3-20 Antrim 1-17

22 mars
- Londres 2-7 Carlow 0-13

30 mars
- Antrim 3-15 Londres 1-10
- Leitrim 0-16 Tipperary 5-16
- Clare 3-21 Carlow 2-10
- Wicklow 2-14 Waterford 0-12

Finale de Division 4 le 26 avril à Croke Park
- Tipperary - Clare